# جنیفر اونیل (بازیکن بسکتبال)
جنیفر اونیل (انگلیسی: Jennifer O'Neill؛ زادهٔ ۱۹ آوریل ۱۹۹۰) بازیکن بسکتبال اهل ایالات متحده آمریکا است.
وی در مسابقات کشوری و بین‌المللی در مجموع برندهٔ ۱ مدال طلا، ۱ مدال نقره، ۱ مدال برنز شده‌است.